# Didier Maïsto
Pour les articles homonymes, voir Maisto.
Didier Maïsto, né le 19 juin 1966 à Toulon, est un dirigeant d'entreprise, journaliste, éditorialiste, romancier et essayiste français. Il a travaillé pour Fiducial et RT France.

## Biographie
Étudiant en lettres modernes à Aix-en-Provence, il devient ensuite pigiste au Figaro Magazine en 1989. Il est ensuite attaché parlementaire du député Patrick Ollier puis du Lyonnais Marc Fraysse, dont il est directeur de campagne aux municipales. En 1997, il est candidat du Mouvement des réformateurs (MDR) aux élections législatives, dans la deuxième circonscription du Var. Il récolte 0,72% des suffrages exprimés au premier tour. En 2000, il sort son premier roman, Sexité, l'histoire d'un député du Var dont la femme effectue une transition de genre et qu'il finira par assassiner. À la même période il fonde un groupe de rock baptisé Sine Qua Non.
Il rejoint ensuite le groupe Fiducial comme lobbyiste, démarchant les partis politiques en faveur des très petites entreprises (TPE), et tenant à jour une mesure trimestrielle de l'activité des TPE. Puis, en 2008, il devient patron du mensuel Lyon Capitale.
Candidat déçu à une chaîne de la télévision numérique terrestre (TNT) en 2012, il publie en 2015 La TNT, un scandale d’État, livre sur les coulisses de l'attribution des fréquences.
En 2018, il est un soutien du mouvement des Gilets jaunes,, et gagne en popularité sur les réseaux sociaux en animant l'émission Toute vérité est bonne à dire étant considéré une des voix des gilets jaunes.
Il est président du groupe Fiducial médias qui comprend notamment Sud Radio jusqu'en 2020,. Il quitte Sud Radioet travaille ensuite pour RT France jusqu'à la fin de 2021, chaîne à laquelle il apporte son soutien lors de sa suspension en Europe à la suite de l'invasion de l'Ukraine par la Russie en 2022,.
Selon Le Nouvel Obs, son discours s'insèrerait dans une mouvance « populiste et un brin complotiste », ce qui reste cependant à démontrer. Le fait qu'il a relayé le documentaire Hold up, en serait apparemment la preuve. Quant à Valeurs actuelles, l'hebdomadaire le qualifie d'antisystème parce qu'il participe à la campagne législative 2022 de LFI,.

## Publications
- Sexité, 2000 (ISBN 2-912587-42-5, BNF 37108576).
- La TNT, un scandale d'État (ill. Lefred Thouron), Lyon Capitale, 2015, 181 p. (ISBN 978-2-9543317-3-7, BNF 45624069).
- Hé oh, on est chez nous ! : La télé française, entre no man's land et mafia d'État (ill. Lefred Thouron), Lyon Capitale, 2016, 104 p. (ISBN 978-2-9543317-5-1, BNF 45624060).
- Passager clandestin (préf. Antoine Peillon), Au diable vauvert, 2020, 304 p. (ISBN 979-10-307-0333-7, BNF 46584828).[19]